# Chiesa di Santa Giustina (Rovigo)
La chiesa di Santa Giustina fu un edificio religioso sito nel centro storico di Rovigo, capoluogo dell'omonima provincia del Veneto e del territorio del Polesine.

## Storia
Eretta come cappella gentilizia dello scomparso palazzo Marchionale e dedicata a Santa Giustina, vergine e martire, se ne trova traccia nei documenti storici dalla fine del XII secolo e a questo resistette, dopo la distruzione del palazzo, ad opera dei Veneziani dopo la vittoria nella guerra del Sale, fino alla decisione di rinnovare l'urbanistica del centro cittadino creando una piazza, in seguito dedicata a Giuseppe Garibaldi, e dove dall'inizio del XXI secolo in occasione della riqualificazione della pavimentazione, ne venne indicato l'antico perimetro.

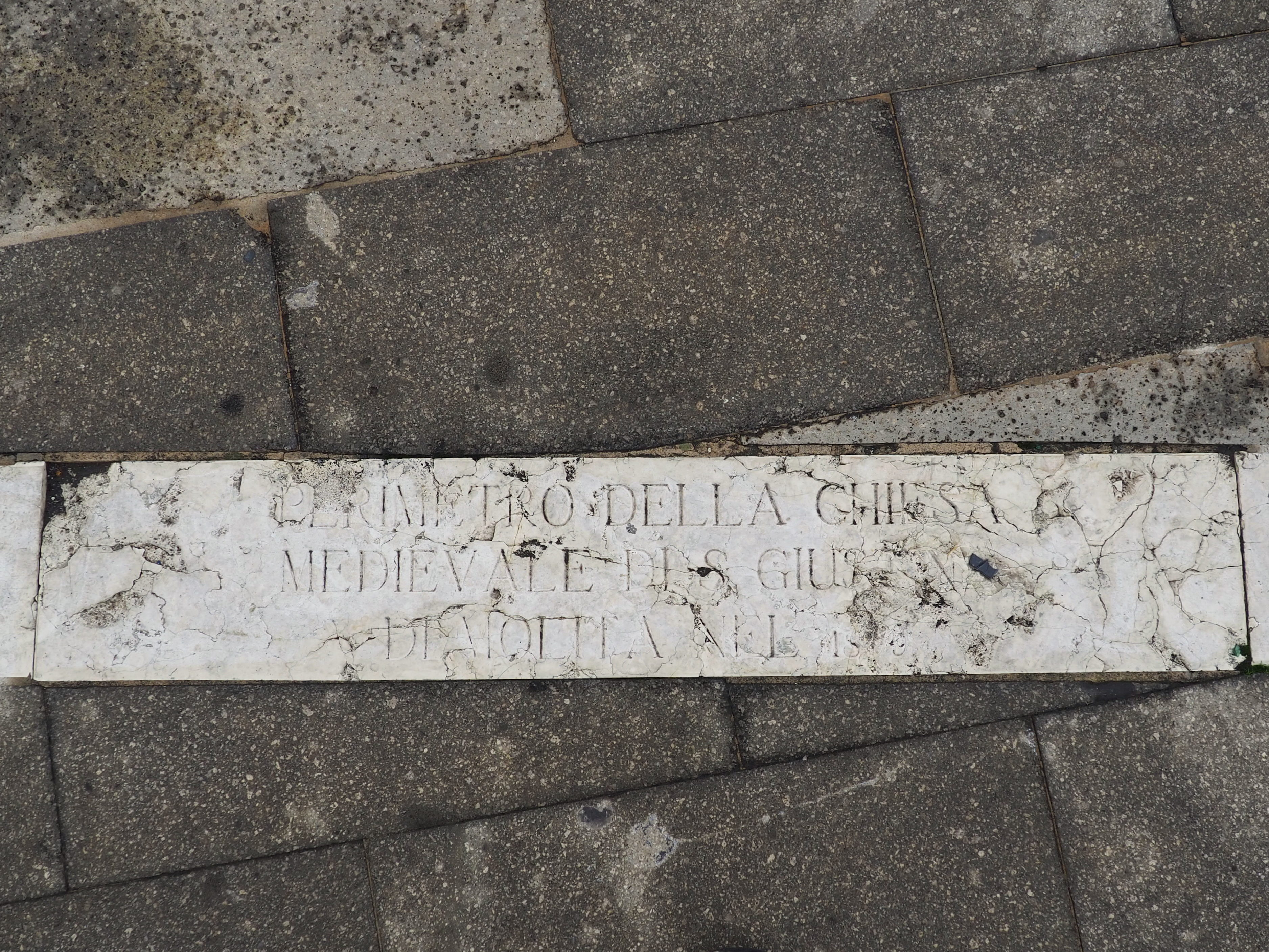
Rovigo, liston di piazza Garibaldi: la scritta scolpita sul perimetro dove insisteva la demolita di Santa Giustina.

La chiesa di Santa Giustina sorgeva dove ora c'è la piazza Garibaldi. Il quartiere in riva sinistra dell'Adigetto, che all'epoca era ancora chiamato Adige,
si chiamava già Santa Giustina in un documento del 10 giugno 1195; ma il primo documento che attesti l'esistenza della chiesa è del 14 giugno 1206. Si trattava all'inizio della cappella privata del visconte che governava Rovigo per conto degli Estensi, il cui palazzo le sorgeva accanto; la facciata della cappella era, come di consuetudine, rivolta a ovest. Intorno al 1450, ma la data non è certa, la chiesa fu eretta a parrocchia staccandola dalla pieve di Santo Stefano; non si sa nemmeno da quanto tempo la cappella fosse stata aperta al pubblico.
Il palazzo estense fu distrutto dai veneziani all'inizio del XVI secolo e la chiesa di Santa Giustina rimase un fabbricato isolato.
Nel 1558 la parrocchia contava circa 1.200 abitanti e nel 1603 se ne contavano quasi 3.000, più del doppio del Duomo; la chiesa, pur essendo decorosa, era però molto piccola e mancava del battistero, costringendo i parrocchiani ad utilizzare quello del duomo. La chiesa resistette al passare del tempo ed ai restauri, che a volte erano veri ampliamenti; la facciata fu rifatta nel 1725 e arricchita con nove statue.
L'11 aprile 1806 la sede parrocchiale fu spostata nell'attuale chiesa di San Francesco, che il 19 novembre 1808 fu ufficialmente eretta a parrocchia e dedicata ai santi Francesco e Giustina. La vecchia chiesa di Santa Giustina fu alienata e infine demolita nel 1809
per creare una nuova piazza pubblica.